# Streisand Superman
Streisand Superman es el de decimoctavo álbum de estudio de la cantante estadounidense Barbra Streisand, publicado en 1977 por Columbia Records. El disco fue un éxito ya que llegó al puesto número tres en el Billboard.

## Lista de canciones
1. Superman (2:49)
2. Don't Believe What You Read (3:38)
3. Baby Me Baby (4:28)
4. I Found You Love (3:52)
5. Answer Me (3:18)
6. My Heart Belongs to Me (3:23)
7. Cabin Fever (3:17)
8. Love Comes From Unexpected Places (4:12)
9. New York State of Mind (4:47)